# Tripneustes
Tripneustes är ett släkte av sjöborrar. Tripneustes ingår i familjen Toxopneustidae.
Kladogram enligt Catalogue of Life:
| Tripneustes | \| \| Tripneustes esculentus \| \| \| \| \| \| Tripneustes ventricosus \| \| \| \| |
|             | \| \| Tripneustes esculentus \| \| \| \| \| \| Tripneustes ventricosus \| \| \| \| |
|             | Lytechinus                                                                         |
|             |                                                                                    |
|             | Pseudoboletia                                                                      |
|             |                                                                                    |
|             | Pseudocentrotus                                                                    |
|             |                                                                                    |
|             | Sphaerechinus                                                                      |
|             |                                                                                    |
|             | Tripneustes esculentus                                                             |
|             |                                                                                    |
|             | Tripneustes ventricosus                                                            |
|             |                                                                                    |

|  | Tripneustes esculentus  |
|  |                         |
|  | Tripneustes ventricosus |
|  |                         |

## Bildgalleri

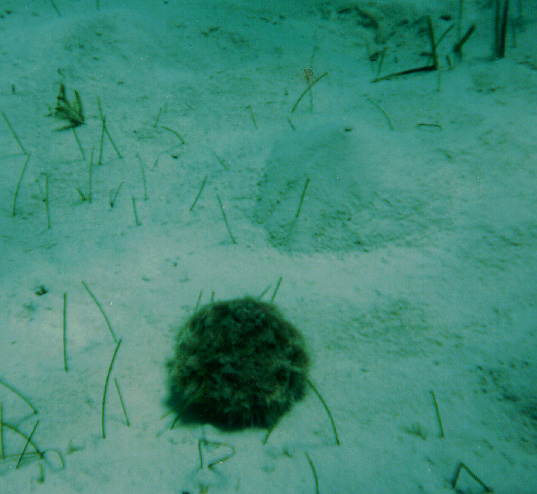
Tripneustes ventricosus
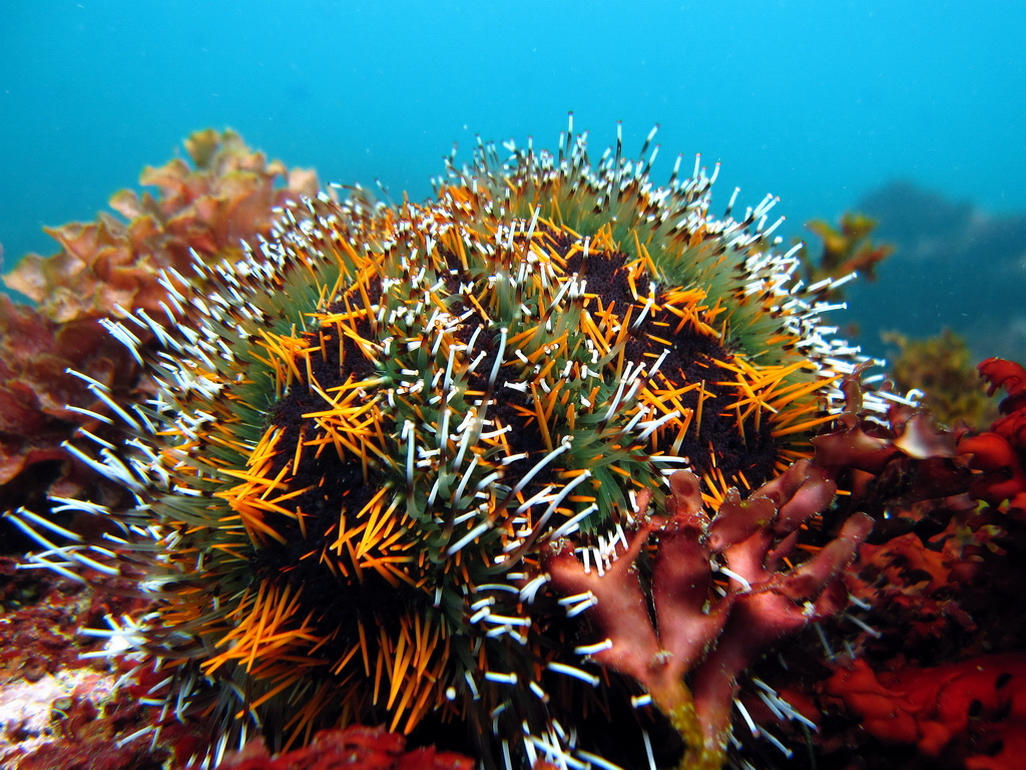
Tripneustes gratilla
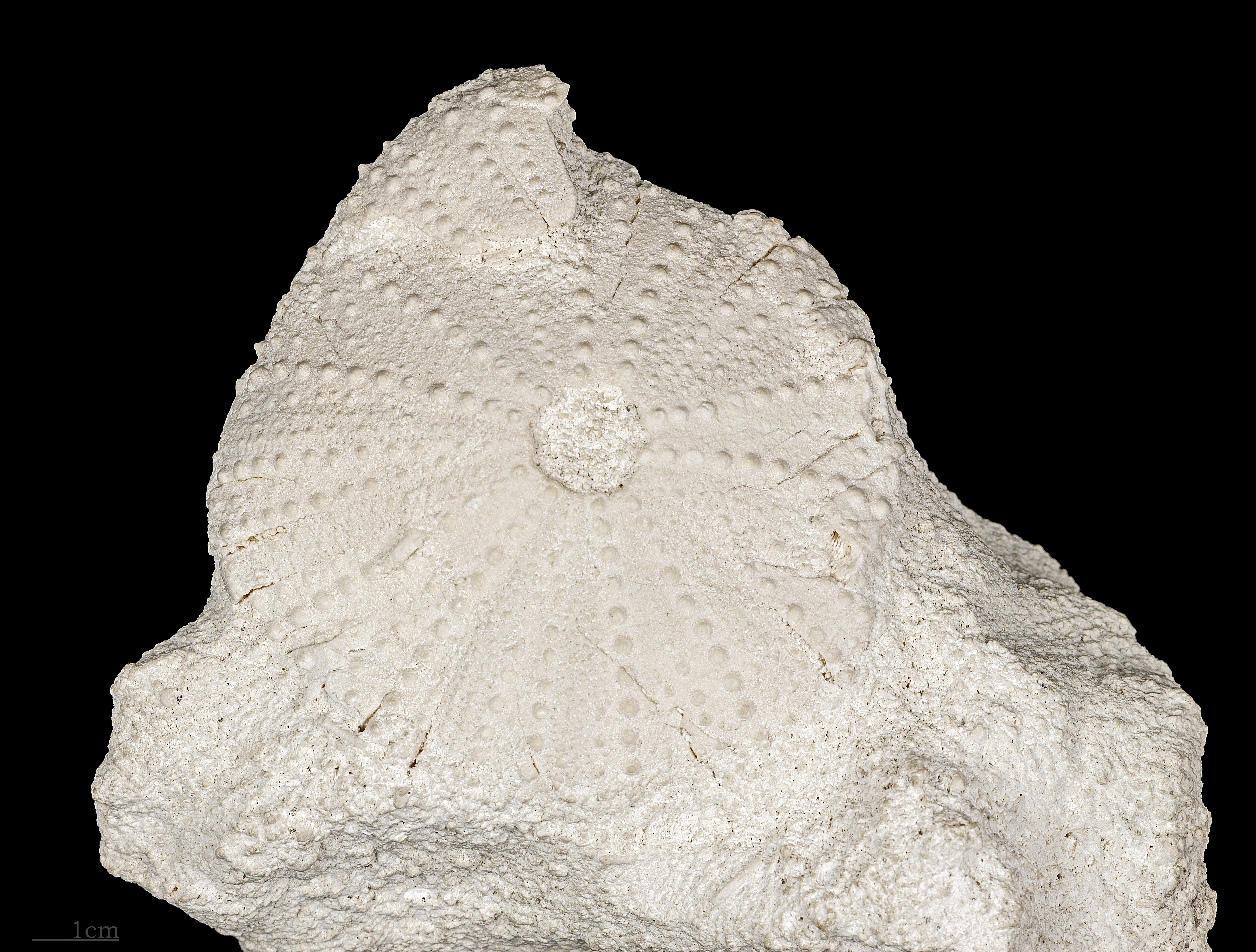
Tripneustes parkinsoni